# Wu Xingjiang
Wu Xingjiang (25 de maio de 1957) é uma ex-handebolista chinesa, medalhista olímpica.
Wu Xingjiang fez parte do elenco da medalha de bronze inédita chinesa, em Los Angeles 1984.